# Whittemore (Iowa)
Whittemore es una ciudad ubicada en el condado de Kossuth en el estado estadounidense de Iowa. En el Censo de 2010 tenía una población de 504 habitantes y una densidad poblacional de 463,32 personas por km².

## Geografía
Whittemore se encuentra ubicada en las coordenadas 43°3′48″N 94°25′30″O / 43.06333, -94.42500. Según la Oficina del Censo de los Estados Unidos, Whittemore tiene una superficie total de 1.09 km², de la cual 1.09 km² corresponden a tierra firme y (0%) 0 km² es agua.

## Demografía
Según el censo de 2010, había 504 personas residiendo en Whittemore. La densidad de población era de 463,32 hab./km². De los 504 habitantes, Whittemore estaba compuesto por el 98.02% blancos, el 0.2% eran afroamericanos, el 0.2% eran amerindios, el 0% eran asiáticos, el 0% eran isleños del Pacífico, el 0.79% eran de otras razas y el 0.79% pertenecían a dos o más razas. Del total de la población el 1.59% eran hispanos o latinos de cualquier raza.